# Marea Nordului
Marea Nordului se află între Marea Britanie, Danemarca, Norvegia, Germania, Țările de Jos, Belgia și Franța. O mare epicontinentală pe platforma continentală europeană, este legată de Oceanul Atlantic prin Canalul Mânecii la sud și prin Marea Norvegiei la nord. Are peste 970 km lungime și 580 km lățime, acoperind 570.000 km².
În această mare se află căi maritime esențiale din nordul Europei, fiind și o zonă de pescuit importantă. Litoralul este o destinație populară pentru recreere și turism în țările învecinate și o sursă abundentă de resurse energetice, inclusiv energie eoliană și a valurilor.
Marea Nordului a jucat un loc proeminent în afacerile geopolitice și militare, în special în Europa de Nord, din Evul Mediu până în epoca modernă. A fost importantă și la nivel global prin puterea proiectată de nord-europeni în întreaga lume în mare parte a Evului Mediu și în epoca modernă. Marea Nordului a fost centrul ascensiunii vikingilor. Liga Hanseatică, Republica Olandeză și britanicii au căutat fiecare să obțină controlul Mării Nordului și accesul la piețele și resursele lumii. Fiind singura ieșire a Germaniei către ocean, Marea Nordului a fost importantă strategic în ambele războaie mondiale.
Coastele au geologie și geografie diversă. La nord, fiordurile adânci și stâncile abrupte marchează o mare parte din coastele norvegiene și, respectiv, scoțiene, în timp ce la sud, coastele constau în principal din plaje nisipoase, estuare lungi și mlaștini. Datorită populației dense, industrializării intense și utilizării intense a mării și a zonei care o înconjoară, diverse probleme de mediu afectează ecosistemele mării. Probleme negative de mediu – de obicei pescuitul excesiv, scurgerile industriale și agricole, dragarea și aruncarea gunoiului – au condus la mai multe eforturi pentru a preveni degradarea și pentru a proteja beneficiile economice pe termen lung. La Marea Nordului există și câteva stațiuni balneare renumite, ca de exemplu Oostende și Knokke-Heist (ambele în Belgia).

## Topografie

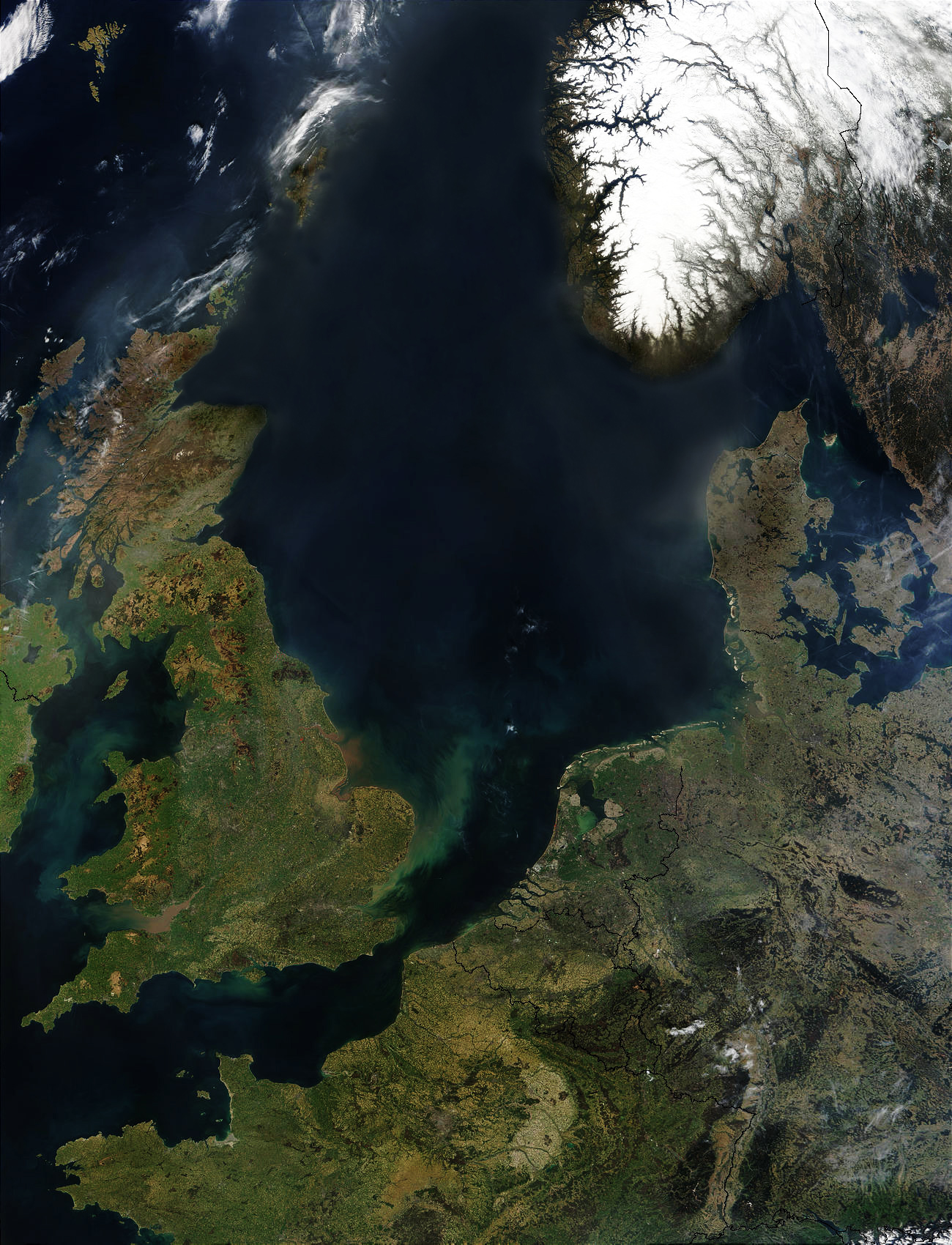
Marea Nordului (imagine de satelit)

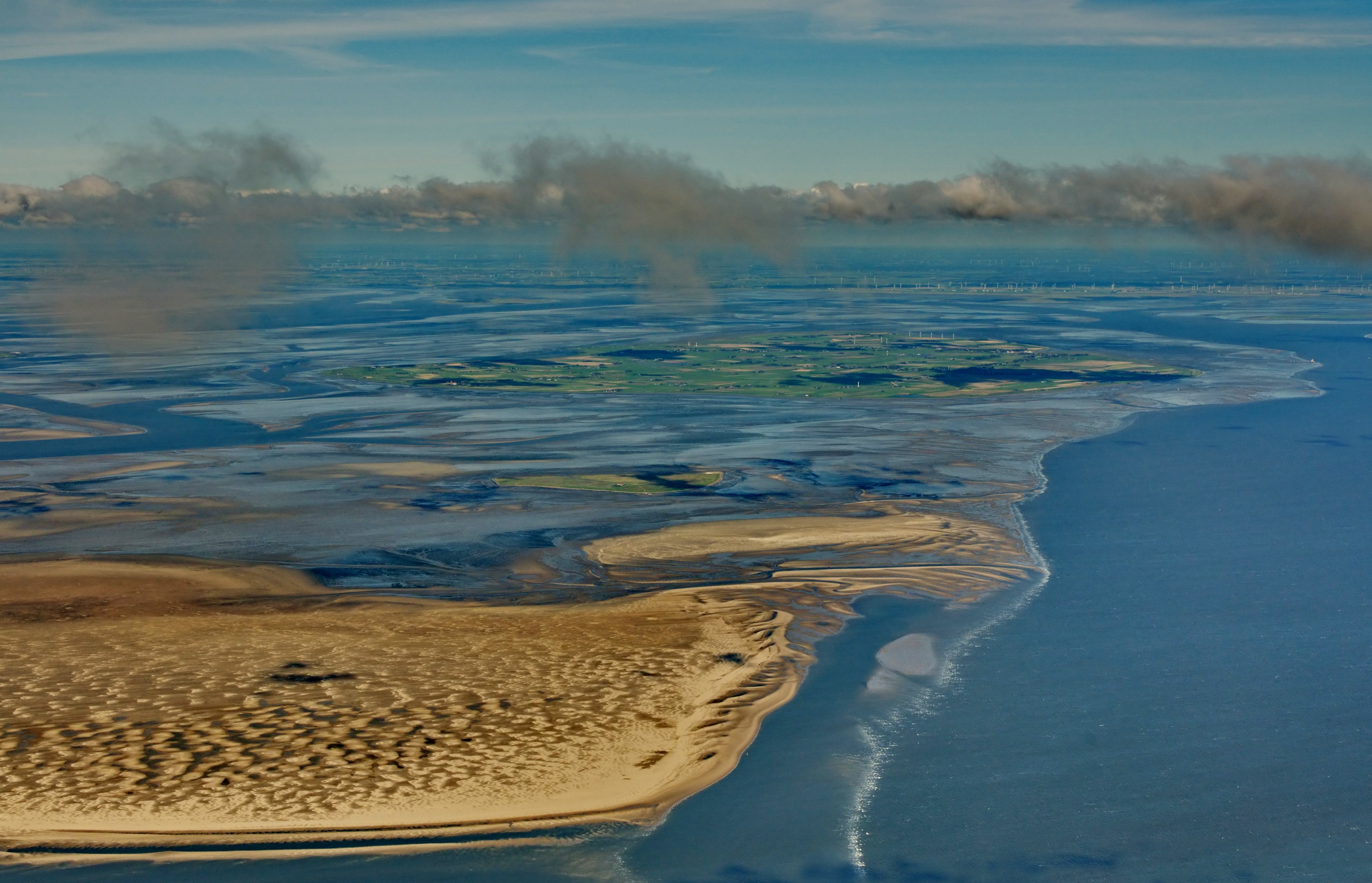
Watt în Schleswig-Holstein

La nord, granița cu Marea Norvegiei este reprezentată de linia care separă Insulele Shetland ale Marii Britanii de țărmul Norvegiei. La sud Marea Mânecii desparte Marea Nordului de Oceanul Atlantic. Pe de altă parte, Marea Baltică comunică cu Marea Nordului prin Strâmtoarea Skagerrak, situată între Norvegia și Danemarca.
În mijlocul Mării Nordului se află bancul de nisip Dogger Bank, unde adâncimea apelor măsoară pe alocuri numai 20 de metri. Cea mai mare adâncime se înregistrează în Fosa Norvegiană (725 m). Țărmul sudic al Mării Nordului este format dintr-o regiune de "watt", un univers natural special, unic în felul său: mareele, care se produc la intervale de circa douăsprezece ore și au în această zonă o amplitudine de aproximativ patru metri, au condus la apariția pe coasta germană și neerlandeză a unui biotop neobișnuit de mlaștini și de bancuri de aluviuni, inundabil și periculos, numit watt.
Zuiderzee era un golf cu o adâncime de numai 4-5 m în nord-vestul Țărilor de Jos. Pătrundea aproximativ 100 km în interiorul uscatului și acoperea 5000 km². În 1932, prin îndiguirea sa, a fost creat un lac de apă dulce - IJsselmeer. Ulterior, părți din fostul Zuiderzee au fost drenate, rezultând provincia Flevoland de astăzi.

## Apariție
Marea Nordului de astăzi face parte dintr-o zonă de subsidență care cuprinde o mare parte din nordul Europei și a cărei subsidență a început la sfârșitul paleozoicului (acum aproximativ 295-248 milioane de ani). Marea este, astfel, mai veche decât Oceanul Atlantic, a cărui deschidere a început abia în jurasic (aproximativ 206-142 milioane de ani în urmă). Poziția sa paleogeografică a fost extrem de variabilă în cursul istoriei Pământului. Cu toate acestea, tendința, pe termen lung predominantă, de subsidență a regiunii Mării Nordului a fost întreruptă de faze de ridicare. În jurasic și cretacic (în urmă cu aproximativ 206-65 milioane de ani), a existat o conexiune de apă între Marea Nordului străveche și Oceanul Tethys (Mediterana străveche). În cenozoic (acum aproximativ 65 de milioane de ani), zonele din jurul Mării Nordului s-au înălțat, în timp ce bazinul Mării Nordului a coborât mult. Ca urmare, bazinul s-a umplut cu un strat de sedimente de peste 3 km grosime. 
Deoarece în timpul ultimului maxim glaciar (în urmă cu aproximativ 22.000-18.000 de ani) nivelul oceanului planetar a scăzut cu aproximativ 130 m ca urmare a acumulării apei în ghețari, fundul Mării Nordului a aparținut la acea vreme de uscat. Valea străveche a Elbei din epoca glaciară Vistula poate fi urmărită pe fundul Mării Nordului departe spre nord-vest. Pe de altă parte, bazinul Mării Nordului a fost parțial acoperit de gheața continentală în timpul glaciațiunilor Elster, Saale și Vistula. După sfârșitul ultimei mari glaciațiuni continentale, glaciațiunea Vistula, marea a avansat rapid în zona fundului actual al Mării Nordului. Transgresia orizontală s-a oprit practic cu aproximativ 8000 de ani în urmă. Ca urmare, în zona coastei neerlandeze talazurile au format pe plajă valuri de prundiș și nisip, pe care vântul a înălțat în curând așa-numitele "dune vechi". În jurul anului 3000 î.Hr., aportul de sedimente a fost atât de puternic încât aceste dune s-au închis pentru a forma o barieră de coastă continuă, în protecția căreia s-au putut răspândi lacurile și mlaștinile.
Canalul Mânecii s-a format în urmă cu aproximativ 450.000 de ani, în timpul glaciațiunii Elster. Gheața a blocat scurgerea prin depresiunea Mării Nordului la nord, creând un lac de baraj. Apa care se scurgea din el spre sud-vest și-a tăiat drum prin rocile carbonatice puțin dure.

## Maree și valuri de furtună

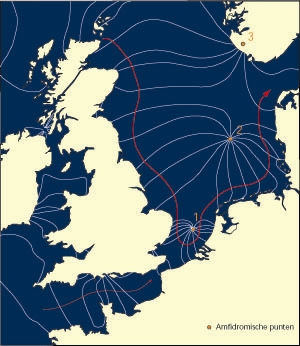
Sistemul amfidromic al Mării Nordului

Reprezentare schematică a unui val de furtună

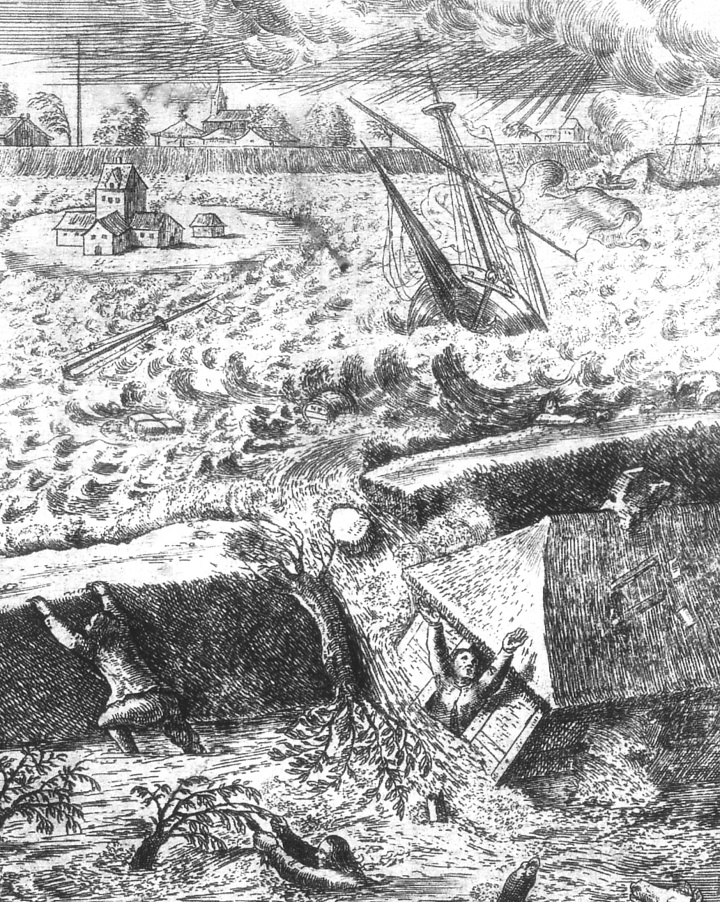
Un val de furtună sparge digul (Gravură de Winterstein, 1662)

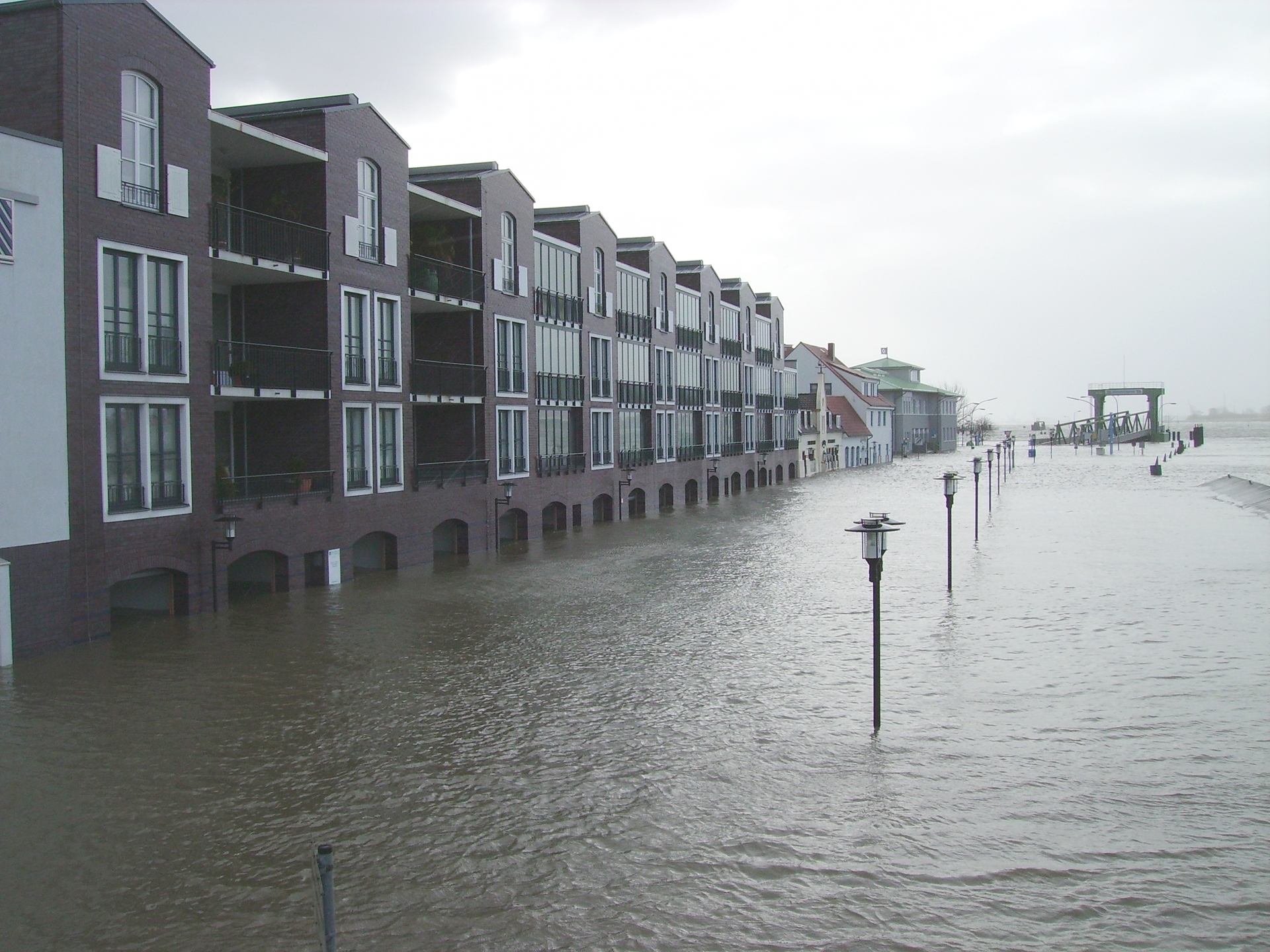
Val de furtună în Bremerhaven în 2007

Cauzele mareelor sunt în principal astronomice, în timp ce manifestarea lor este determinată topografic. Cu cât marea este mai puțin adâncă și cu cât mai mult apele trebuie să treacă prin locuri înguste, cu atât mai puternice sunt mareele.
În Atlanticul european, mareele sunt deosebit de pronunțate pe coastele germane și neerlandeze ale Mării Nordului, în interiorul Golfului German ajungând la circa 3 m, precum și în Canalul Mânecii. Marea Nordului este o mare relativ mică și puțin adâncă, cu o singură latură deschisă la nord și o intrare îngustă la sud-vest. Prin urmare, în Marea Nordului nu se pot forma valuri de maree directe. Mareele de aici sunt rezultatul mareelor atlantice, unde două valuri mareice interferează unul cu celălalt: valul mareic care trece prin Canalul Mânecii și valul mareic care este deviat spre est la nord de Scoția și care intră parțial în Marea Nordului dinspre nord. Valul rezultat lovește Insulele Frizone de Vest, pătrunde mai la est în fluviile Weser și Elba și apoi se deplasează spre nord, spre Danemarca.
Pe de altă parte, există puncte în Marea Nordului în care amplitudinea mareelor este practic egală cu zero. Acestea se numesc puncte amfidromice (din gr. amphi: în jurul și dromos: curs), valurile mareice deplasându-se în jurul lor. Valul mareic inițial care intră în Marea Nordului dinspre nord pe lângă Scoția vine spre sud de-a lungul coastei de est a Angliei. La nord de estuarul Tamisei, însă, el nu se deplasează decât foarte încet spre sud, deoarece acolo se ciocnește cu valul mareic care intră prin Canalul Mânecii. Ca efect de interferență, rezultă un punct amfidromic la mijlocul distanței dintre Norfolk și Amsterdam. Există în total trei puncte amfidromice în Marea Nordului: la sud de Norvegia, pe Dogger Bank la 300 km nord-vest de insula Sylt, și la ieșirea din Canalul Mânecii. Acestea formează un singur câmp în jurul căruia circulă valurile mareice.
Mareele de sizigii (mareele vii) sunt rezultatul forțelor gravitaționale cumulate ale Lunii și ale Soarelui în timpul lunii pline sau a lunii noi. În timpul uraganelor sau al furtunilor din nord-vest, mareele de sizigii se pot transforma în valuri de furtună (maree de furtună) periculoase. Acestea pot produce niveluri ridicate ale apei (de mai mulți metri deasupra nivelului mării) mai ales în estuare. Vântul împinge masele de apă spre uscat, ceea ce este mult mai ușor odată cu scăderea adâncimii apei la aceeași viteză a vântului. Acesta este motivul pentru care coastele mărilor de mică adâncime sunt mai vulnerabile la valurile de furtună decât oceanele adânci. Un val de furtună "foarte sever", de peste 5 m deasupra nivelul mării, are loc la fiecare 20 de ani sau mai puțin și poate fi foarte distrugător: a doua inundație de Sf. Marcellus din 16 ianuarie 1362 a luat viața a aproximativ 100 000 de persoane.

## Floră
Singurele plante acvatice care pot trăi sub apă în Marea Nordului sunt speciile de iarbă-de-mare Zostera marina și Zostera noltii. În jurul anului 1930 acestea au fost aproape complet distruse de infestările cu paraziți. De atunci, iarba-de-mare a devenit rară pe coasta Mării Nordului.
Elymus farctus este o plantă rezistentă la sare, care se instalează adesea pe mici grămezi de nisip adunate de vânt pe plajă. Iarba de plajă (Ammophila arenaria) este mai puțin rezistentă la sare și se întâlnește doar pe dunele primare cu o înălțime de cel puțin 1 m. Dunele mai departe de mare se numesc dune gri. Pe nisipul lor sărac în nutrienți cresc Koelerion arenariae și Corynephorium. În timp ce înainte pajiștile rare de Corynephorium predominau pe dunele gri, acestea au fost înlocuite aproape complet de mușchiul Campylopus introflexus, care a ajuns din emisfera sudică în urmă cu câteva decenii. Pe măsură ce se acumulează mai mult humus, o dună gri se transformă într-o dună brună, pe care se poate propaga iarba-neagră (Calluna vulgaris). Pe Insulele Friziene de Vest din Țările de Jos, pe dune pot fi găsite și păduri naturale. Cu toate acestea, majoritatea pădurilor pe dune au fost plantate de oameni.
În watt, prima plantă crește deja la 40-25 cm sub nivelul mediu al mareei înalte: brânca (Salicornia europaea). Desișurile sale pot contribui considerabil la înnămolire. Atunci când fundul watt-ului este înnămolit până la 20 cm sub nivelul mediu al mareei înalte, începe să se propage gramineul Puccinella maritima. Cu cât așa-numita "pajiște sărată" crește în înălțime, cu atât mai multe specii mai puțin tolerante la sare precum Suaeda maritima și Aster tripolium se pot alătura vegetației.

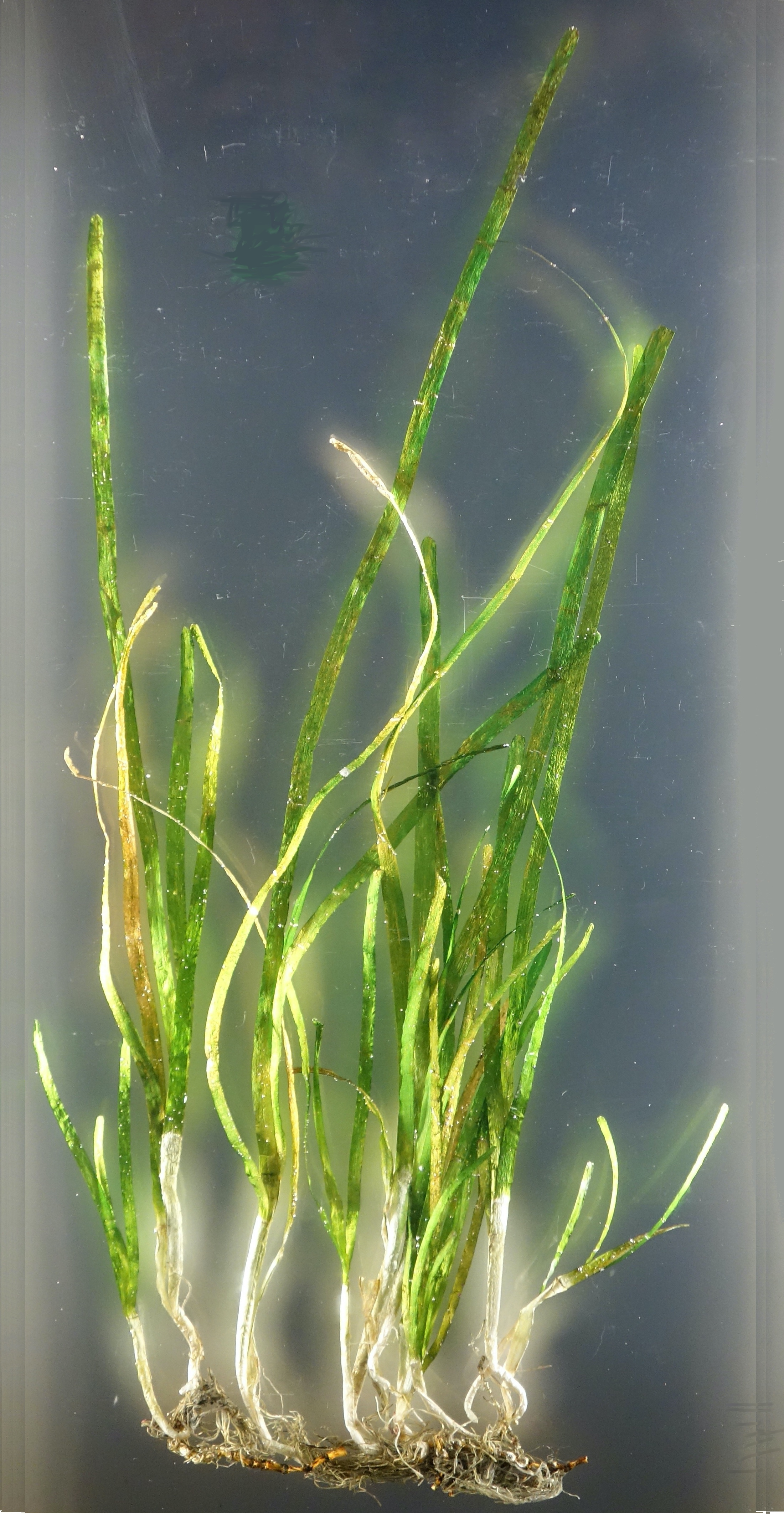
Iarba-de-mare (Zostera marina)
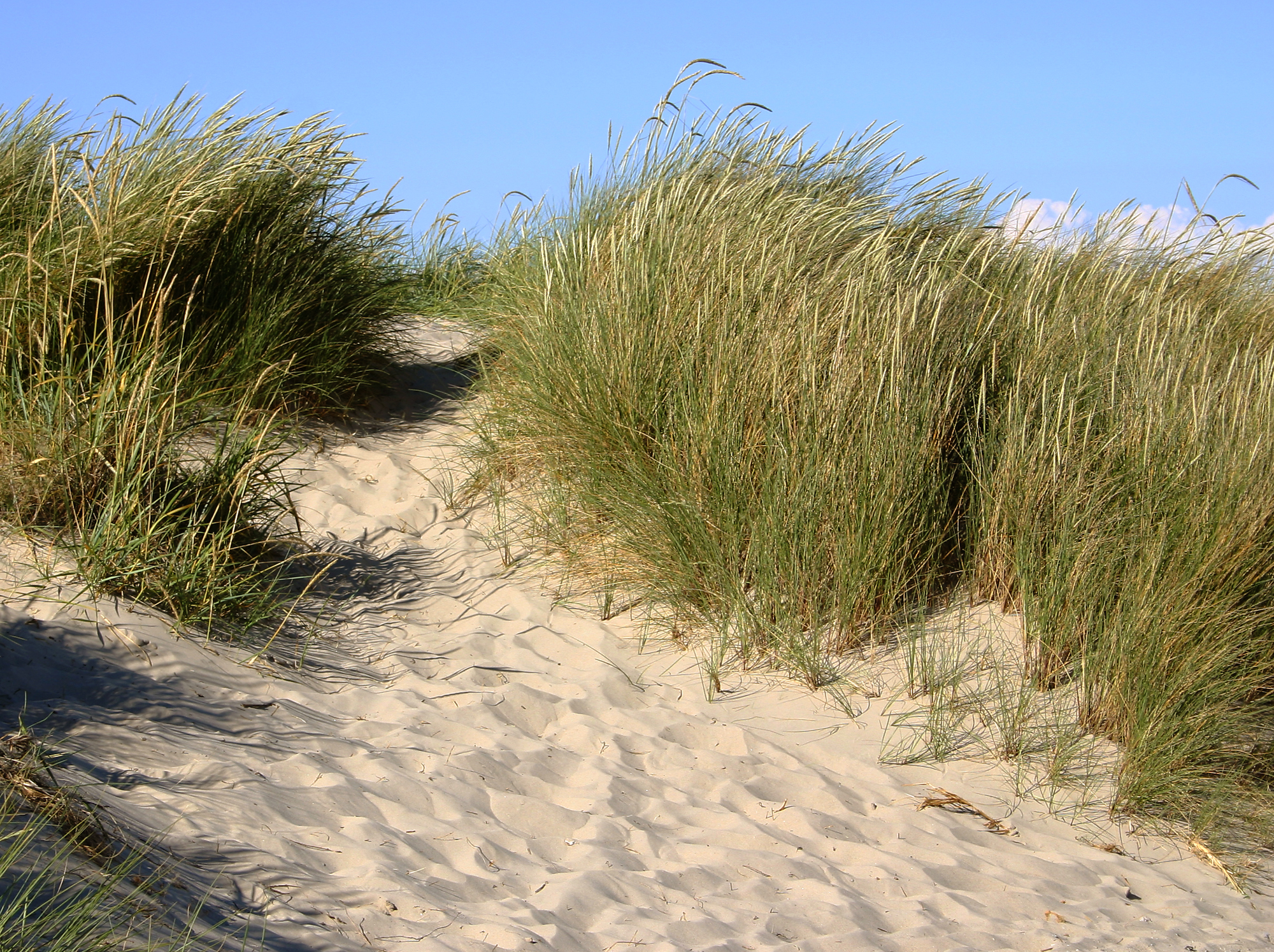
Iarba-de-plajă (Ammophila arenaria)
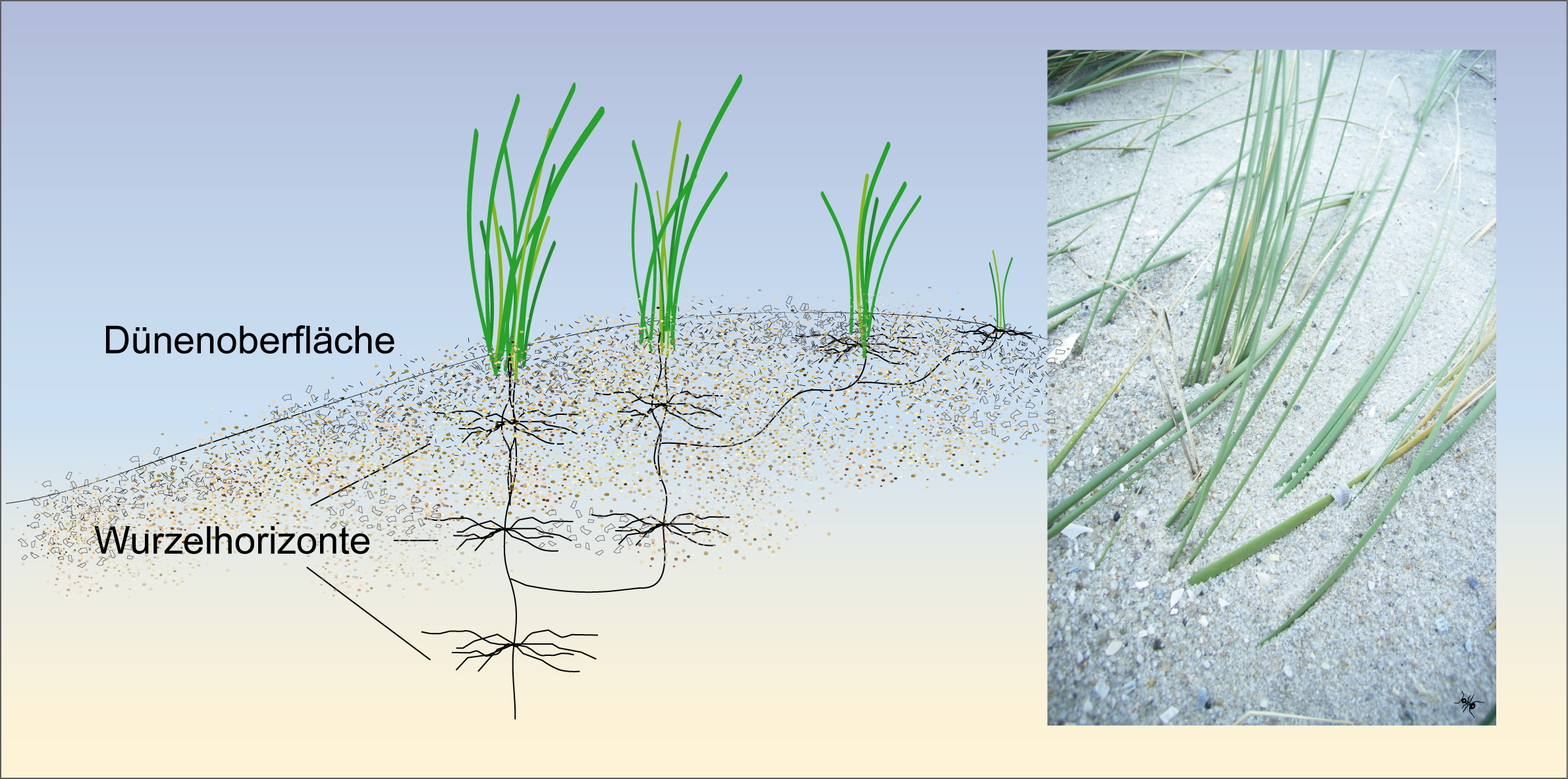
Din cauza înnisipării continue, iarba-de-plajă este forțată să crească mereu în înălțime. Doar slăbirea ierbii-de-plajă de către organismele din sol oprește procesul și determină în cele din urmă înălțimea dunelor.
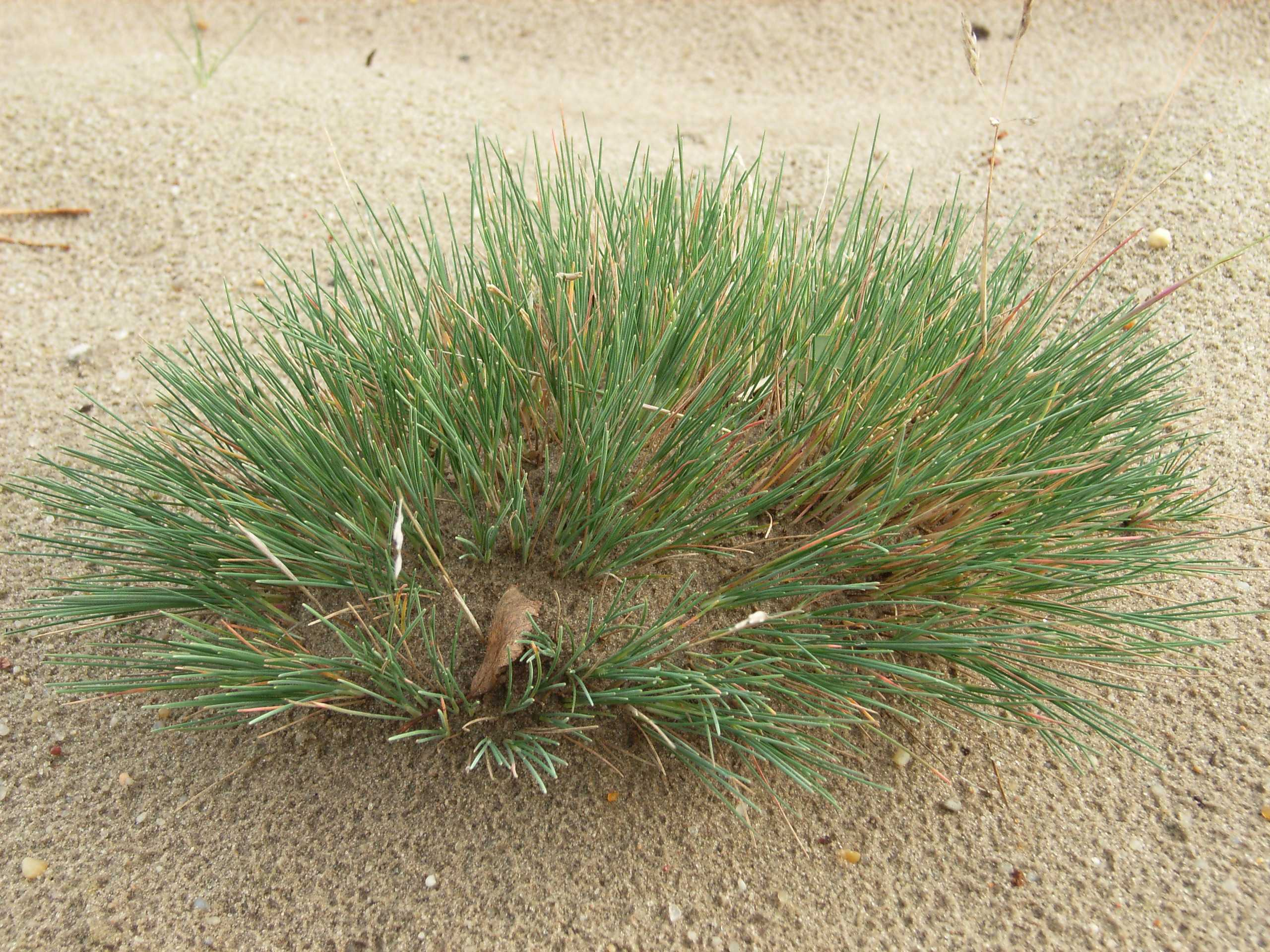
Corynephorium
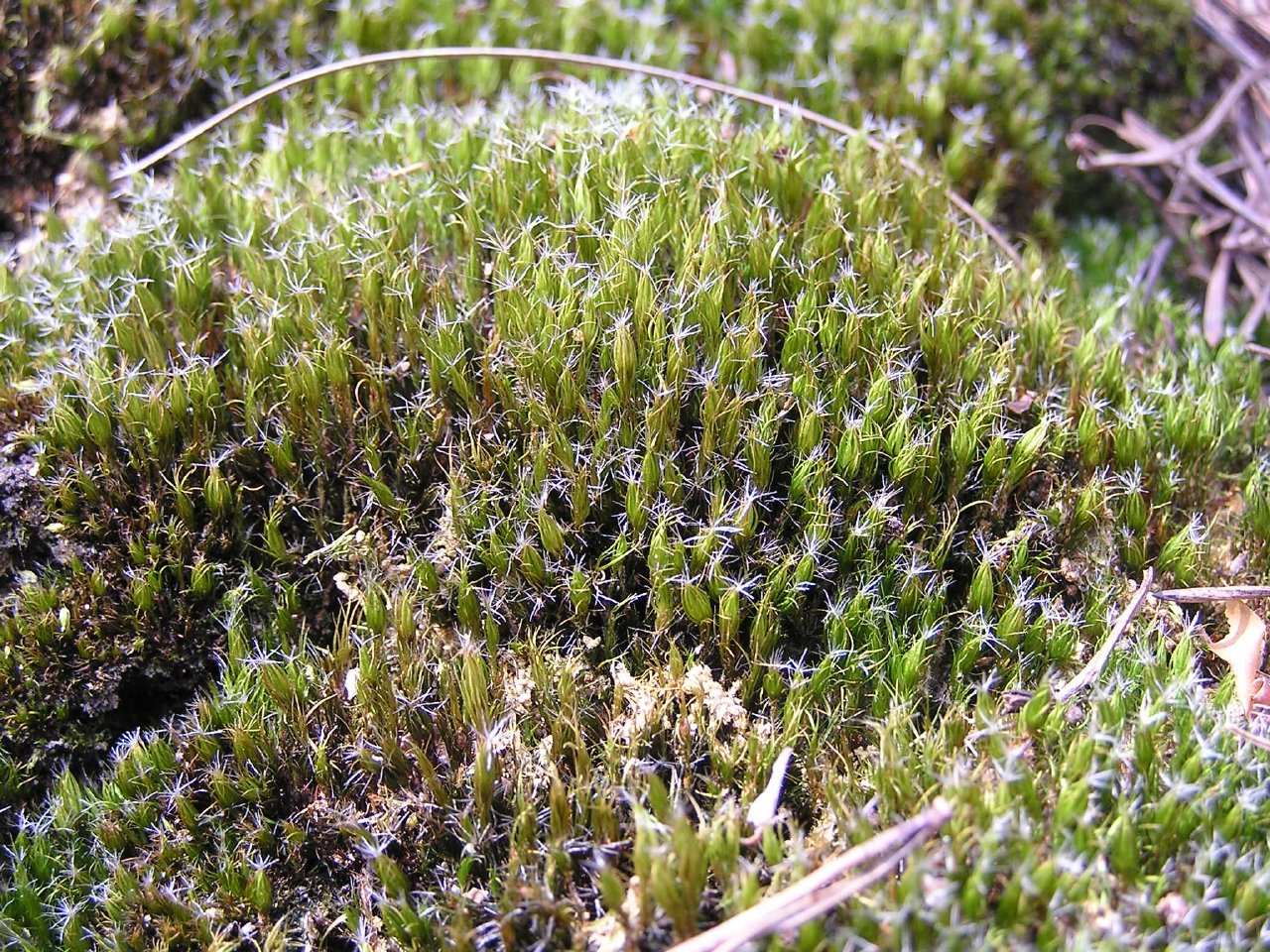
Mușchiul Campylopus introflexus
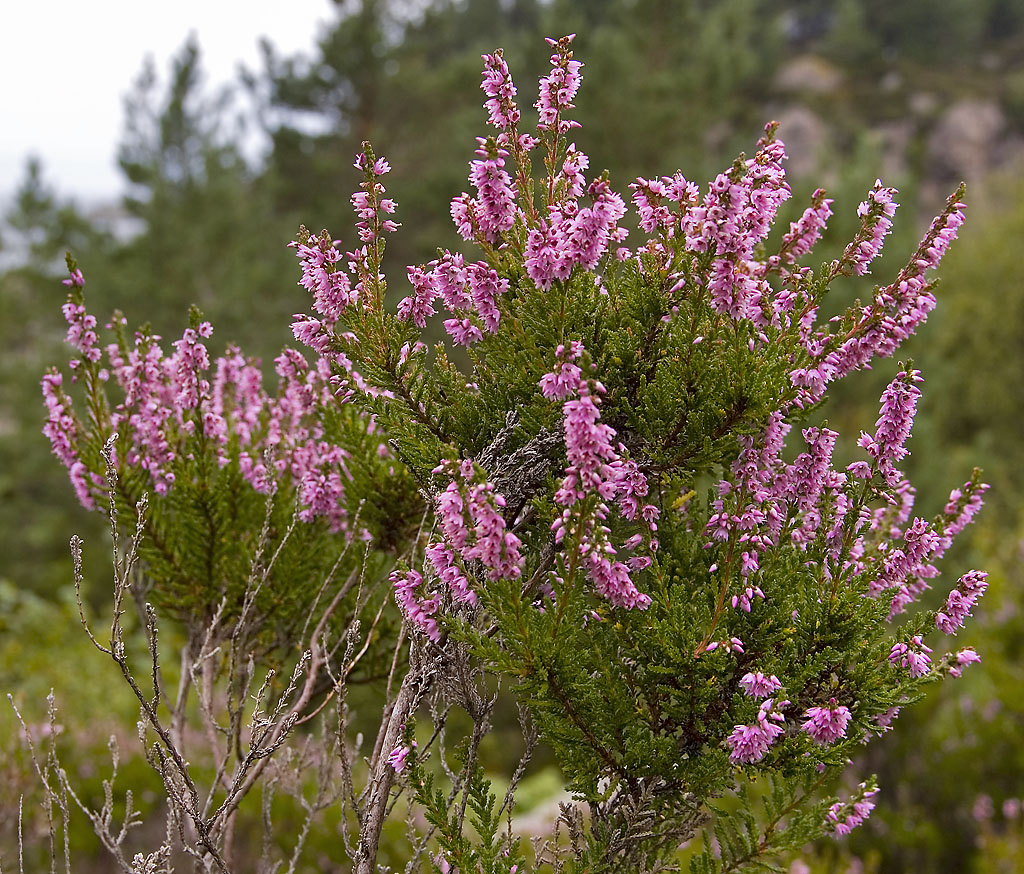
Iarba-neagră (Calluna vulgaris)
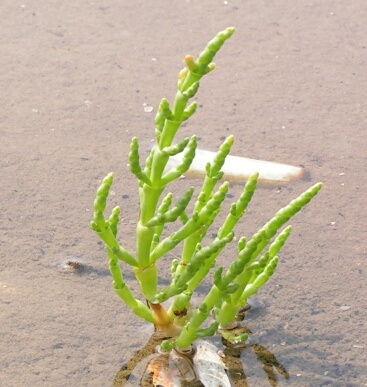
Brânca (Salicornia europaea)
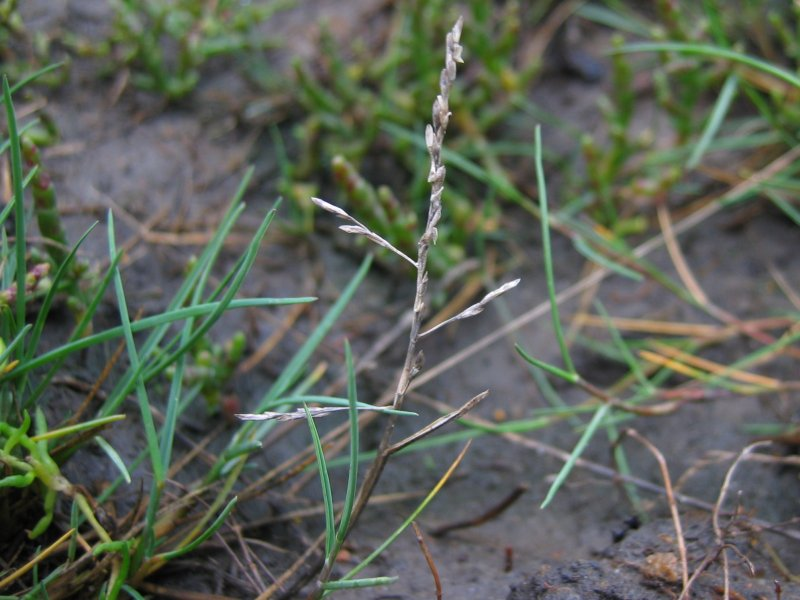
Puccinellia maritima
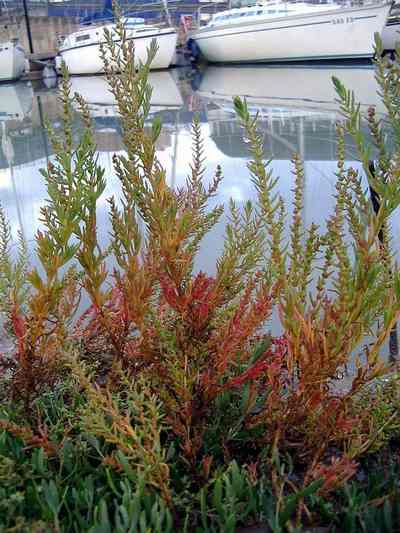
Suaeda maritima
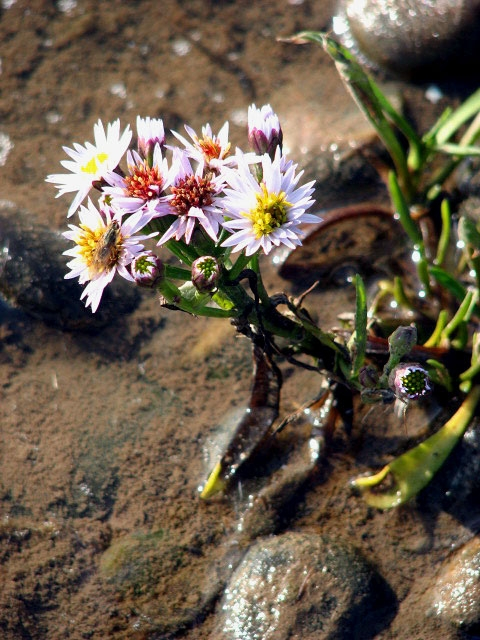
Aster tripolium

## Faună
În Marea Nordului există aproximativ 224 de specii de pești, dar marea majoritate a informațiilor se referă la speciile comerciale. Cele mai frecvente specii sunt tipice pentru o mare de șelf semiînchisă: cod, eglefin, merlan, cod negru, cambula aurie, limbă-de-mare, macrou, hering și șprot. În general, mai puțin de 20 % dintre specii reprezintă 95 % din biomasă. În zonele de mică adâncime din sudul Mării Nordului, limanda (Limanda limanda) și merlanul reprezintă împreună aproape jumătate din biomasă. Eutrigla gurnardus și cambula aurie reprezintă aproximativ o cincime din biomasă.
În Marea Nordului trăiesc două specii de foci: foca obișnuită (Phoca vitulina) și foca cenușie (Halichoerus grypus), mai mare și mai rară. În Marea Wadden există doar două colonii permanente de foci cenușii. Marsuinul (Phocoena phocoena) este cea mai răspândită specie de cetacee. Spre deosebire de majoritatea celorlalte specii de cetacee, preferă apele de mică adâncime. Delfinul Lagenorhynchus albirostris și afalinul (Tursiops truncatus), mai rar, sunt observați cu regularitate.
În Marea Nordului cuibăresc 28 de specii de păsări. Există populații importante pe coasta Mării Wadden și în apele daneze. Marea Wadden din Marea Nordului este cel mai important loc de popas pentru multe păsări migratoare. În cursul anului, aproximativ zece milioane de păsări de watt și păsări acvatice trec prin Marea Wadden, dintre care 2 până la 2,5 milioane de gâște și 7 milioane de păsări de watt. Cele mai mari concentrații se înregistrează toamna, scoicarul (Haematopus ostralegus) și fugaciul de țărm (Calidris alpina) fiind cele mai frecvente. Doar o mică parte dintre aceste păsări (aproximativ 100.000) se înmulțesc în Marea Wadden.

## Istorie

### Istoria timpurie
Marea Nordului a oferit căi navigabile pentru comerț și cucerire. Multe zone au acces la Marea Nordului din cauza litoralului lung și a râurilor europene care se varsă în ea. Există puține mențiuni scrise ale Mării Nordului înainte de cucerirea romană a Marii Britanii în anul 43 d.Hr., totuși, artefactele arheologice dezvăluie difuzarea culturilor și tehnologiilor în Marea Nordului până în Marea Britanie și Scandinavia și dependența unor culturi preistorice de pescuit., vânătoarea de balene și comerțul maritim pe Marea Nordului. Romanii au stabilit porturi organizate în Marea Britanie, care au crescut transportul maritim și au început comerțul regulat și multe triburi scandinave au participat la raiduri și războaie împotriva romanilor, iar monedele romane și producția erau bunuri comerciale importante. Când romanii au abandonat Marea Britanie în 410, anglii, frizonii, saxonii și iuții au început următoarea mare migrație peste Marea Nordului în timpul Migrației popoarelor. Au făcut invazii succesive ale insulei din ceea ce este acum Țările de Jos, Danemarca și Germania.
Epoca vikingilor a început în 793 cu atacul asupra mănăstirii de pe insula Lindisfarne; pentru următorul sfert de mileniu, vikingii au controlat Marea Nordului. Cu navele lor excelente au făcut raiduri și comerț și au stabilit colonii și avanposturi de-a lungul coastelor mării. Din Evul Mediu până în secolul al XV-lea porturile din nordul Europei au exportat mărfuri autohtone, coloranți, in, sare, produse din metal și vin. Zonele scandinave și baltice exportau cereale, pește, produse pentru nave și cherestea. La rândul lor țările de la Marea Nordului importau stofe de calitate superioară, mirodenii și fructe din regiunea mediteraneană. Comerțul în această epocă se făcea mai ales pe mare din cauza drumurilor proaste.
În secolul al XIII-lea Liga Hanseatică, deși centrată pe Marea Baltică, a început să controleze cea mai mare parte a comerțului prin membri importanți și avanposturi la Marea Nordului. Liga și-a pierdut dominația în secolul al XVI-lea, pe măsură ce statele vecine au preluat controlul asupra fostelor orașe și avanposturi hanseatice. Conflictele interne au împiedicat cooperarea și apărarea eficientă. Pe măsură ce Liga a pierdut controlul asupra orașelor sale maritime, au apărut noi rute comerciale care au asigurat Europa cu mărfuri asiatice, americane și africane.

### Epoca velelor

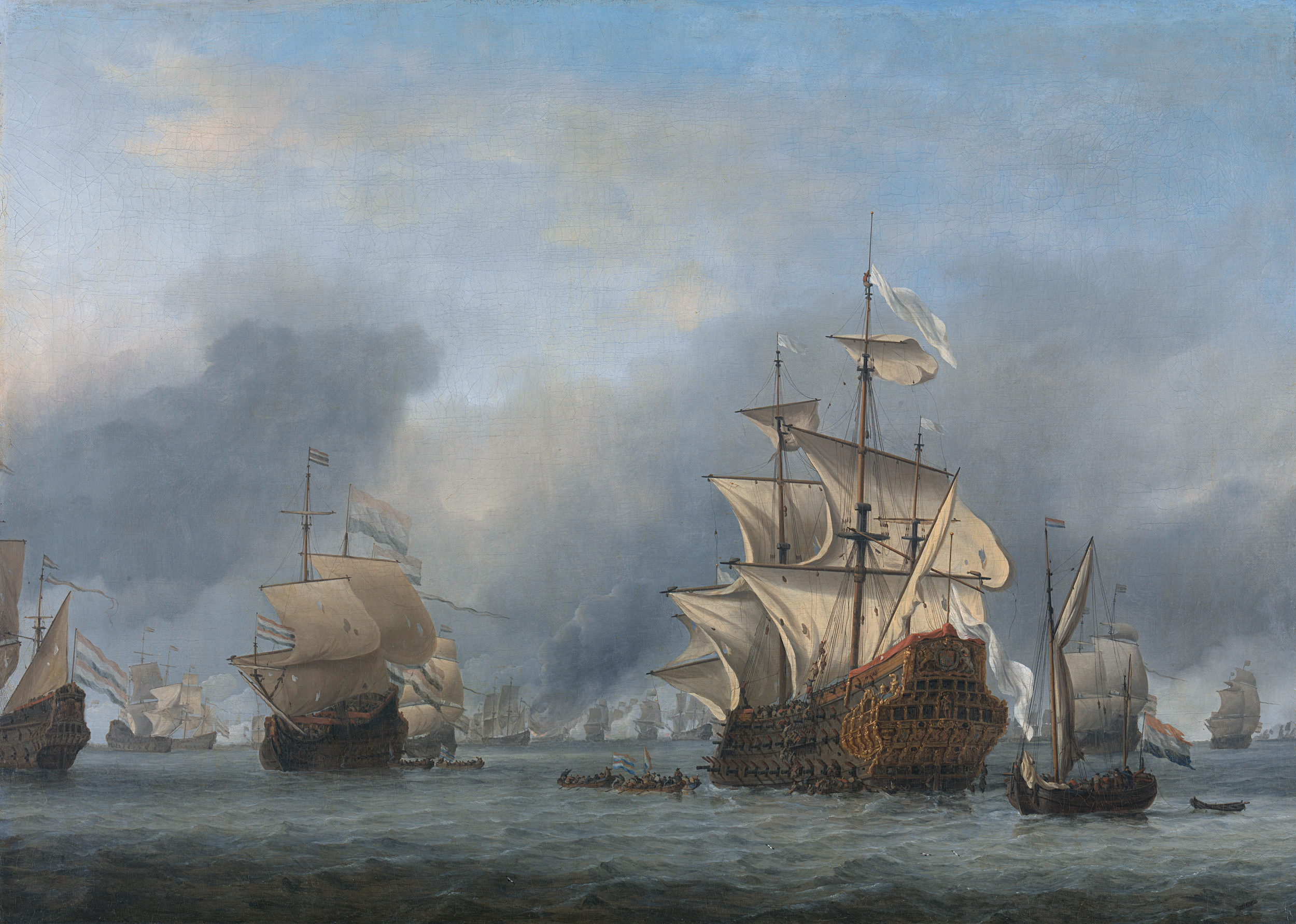
Pictură a Bătăliei de Patru Zile din 1666 de Willem van de Velde cel Tânăr

Epoca de aur olandeză din secolul al XVII-lea a fost apogeul puterii maritime olandeze. Importante colonii de peste mări, o  mare flotă comercială și de pescuit, forțe navale puternice și piețele financiare sofisticate au făcut din olandezi puterea ascendentă în Marea Nordului, poziție contestată de o Anglie ambițioasă. Această rivalitate a dus la primele trei războaie anglo-olandeze între 1652 și 1673, care s-au încheiat cu victorii olandeze. După Glorioasa Revoluție din 1688, prințul olandez William a urcat pe tronul Angliei. Odată cu conducerea unificată, puterea comercială, militară și politică a început să se mute de la Amsterdam la Londra. Dominația britanică asupra Mării Nordului nu a fost contestată până în secolul al XX-lea.

### Era modernă

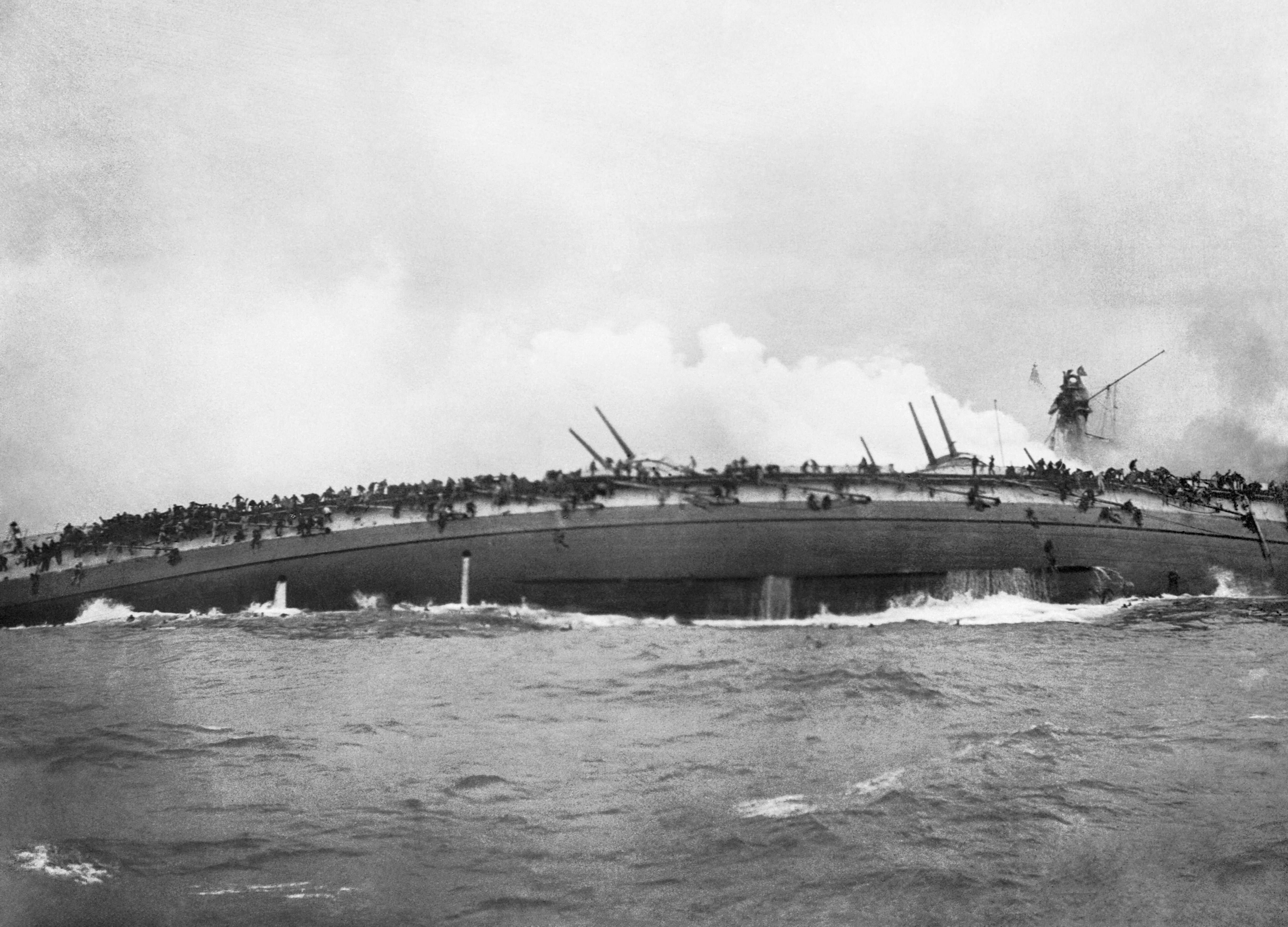
Crucișătorul german SMS Blücher se scufundă în Bătălia de la Dogger Bank pe 25 ianuarie 1915.

Tensiunile din Marea Nordului au apărut din nou în 1904 cu incidentul Dogger Bank. În timpul războiului ruso-japonez mai multe nave ale Flotei Baltice ruse, care se afla în drum spre Orientul Îndepărtat, au confundat bărcile de pescuit britanice cu nave japoneze și au tras asupra lor și apoi unul asupra celuilalt, lângă Dogger Bank, aproape provocând Marea Britanie să intre în război de partea Japoniei.
În timpul Primului Război Mondial Grand Fleet britanică și Marina Imperială germană s-au confruntat în Marea Nordului, care a devenit principalul teatru de război pentru navele de suprafață. Flota mai mare a Marii Britanii și Barajul de Mine din Marea Nordului au reușit să stabilească o blocadă eficientă pentru cea mai mare parte a războiului, ceea ce a redus accesul Puterilor Centrale la multe resurse cruciale. Bătăliile majore au inclus Bătălia de la Helgoland Bight, Bătălia de la Dogger Bank, și Bătălia Iutlandei. Primul Război Mondial a adus și prima desfășurare extensivă a războiului submarin, o serie de acțiuni submarine având loc în Marea Nordului.
Și în cel De-al Doilea Război Mondial au avut loc acțiuni militare în Marea Nordului, deși limitate mai mult la recunoașterea din aer și acțiunile avioanelor de vânătoare și a bombardierelor, submarinelor și navelor mai mici, cum ar fi dragoarele de mine și torpiloarele.
După război, sute de mii de tone de arme chimice au fost aruncate în Marea Nordului.
După război, Marea Nordului și-a pierdut o mare parte din semnificația militară, deoarece este mărginită doar de statele membre NATO. Marea Nordului continuă să fie o rută comercială activă.

## Utilizarea umană

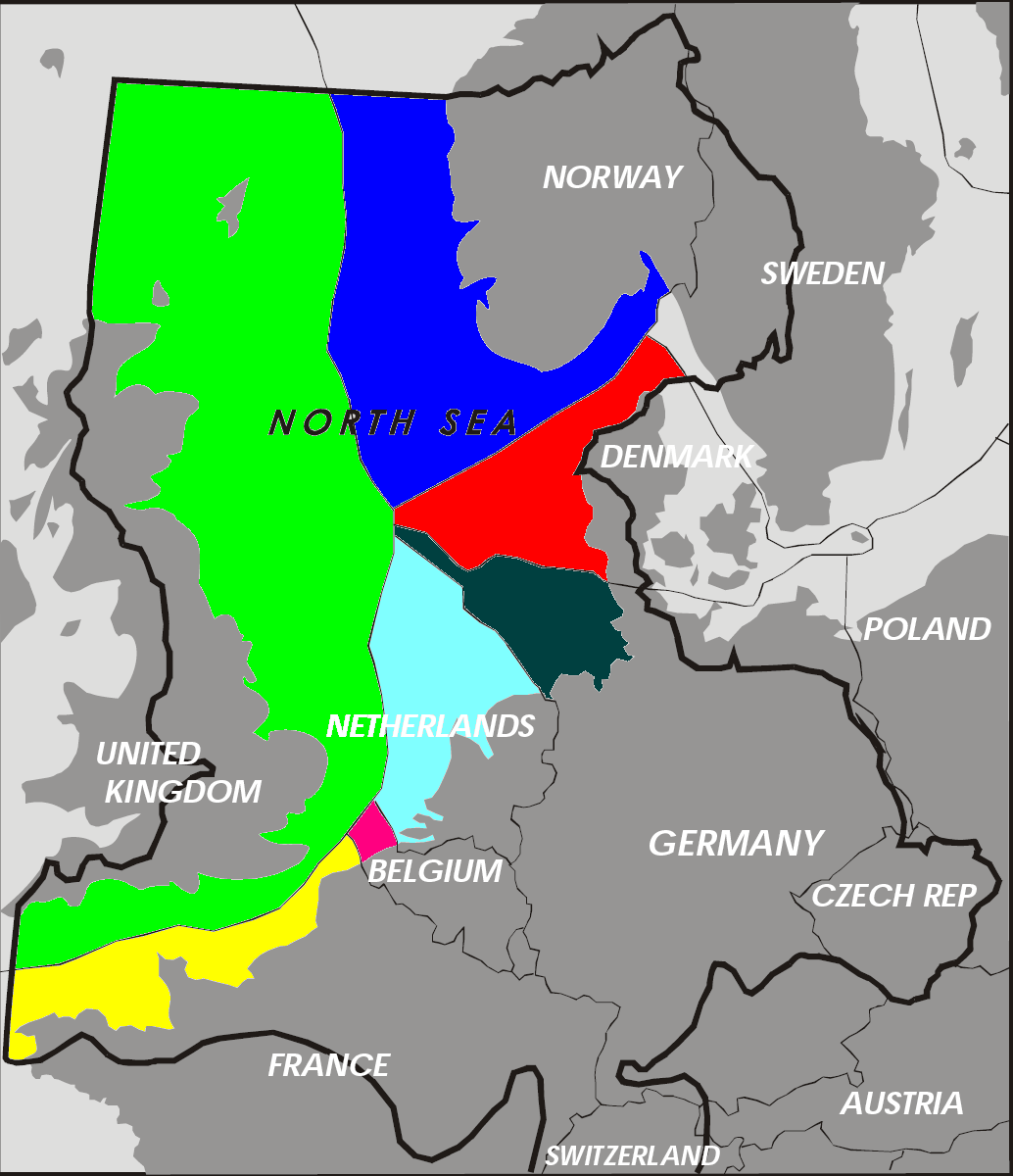
Zonele economice exclusive în Marea Nordului

Marea Nordului este una dintre cele mai active zone de pescuit din lume. Aici sunt realizate cele mai mari capturi pe unitate de suprafață din Atlanticul de Nord-Est, pescuitul intensiv prelevând în fiecare an 30-40% din biomasa speciilor exploatate. În Marea Nordului, principalele specii capturate sunt codul, eglefinul, merlanul, codul negru, cambula de Baltica, limba de mare și langustina. În sudul Mării Nordului, se pescuiește mai ales cambula de Baltica și limba de mare. Potrivit Consiliului Internațional pentru Explorarea Mării, capturile anuale se ridică la aproximativ 2 milioane de tone de pește. O proporție semnificativă din această cantitate (mai mult de jumătate) nu este destinată consumului uman, ci este transformată în făină de pește și ulei de pește. Numeroase specii de pești de banc au scăzut constant începând cu anii 1980 și se află acum la cel mai scăzut nivel, codul fiind cea mai afectată specie. Pe lângă pescuit, creșterea peștilor, în special a somonului, în ferme piscicole devine din ce în ce mai importantă.
Abia după ce statele riverane au convenit asupra împărțirii fundului Mării Nordului și după ce tratatul corespunzător a fost ratificat în 1964, a putut începe explorarea rezervelor de petrol și gaze naturale din Marea Nordului. Companiile petroliere au început să exploateze rezervele din Marea Nordului la scară mai largă abia după criza petrolului din 1973, când creșterea prețurilor petrolului la nivel internațional a făcut ca acest lucru să devină atractiv din punct de vedere economic și a permis realizarea investițiilor ridicate necesare. Dar rezervele de petrol și gaze din Marea Nordului nu sunt distribuite în mod egal. Cele mai mari zăcăminte se găsesc în sectoarele britanic și norvegian. Țările de Jos și Danemarca au zăcăminte mai mici; sectorul german al Mării Nordului, pe de altă parte, este aproape epuizat. Producția de petrol din Marea Nordului a atins un vârf în 1999, la 800.000 de tone pe zi, iar de atunci a scăzut de mai multe ori. Pe lângă petrol și gaze, statele de pe litoral extrag anual câteva milioane de metri cubi de nisip și pietriș de pe fundul mării. Acestea sunt utilizate în principal pentru proiecte de construcții, pentru umplerea cu nisip a plajelor și pentru protecția coastelor.
Statele de pe litoral folosesc zonele costiere ale Mării Nordului pentru producția de energie electrică eoliană încă de la sfârșitul anilor 1990. În prezent, majoritatea turbinelor eoliene offshore din Europa sunt situate în Marea Nordului, Marea Britanie și Germania fiind în frunte cu 40 și, respectiv, 29 de parcuri eoliene offshore. Aceleași țări produc cea mai mare cantitate de energie cu ajutorul turbinelor eoliene offshore - 10.428 și, respectiv, 7.689 MW.
La Marea Nordului, atât plajele, cât și apele de coastă sunt folosite pentru turism. În timp ce coastele germane sunt vizitate aproape exclusiv de turiștii germani, turismul pe insulele daneze și olandeze este determinat în mare măsură de turiștii străini (în principal germani). Distribuția sezonieră a numărului de clienți arată că activitățile turistice sunt concentrate în lunile iunie-septembrie. În 2019 numărul de vizitatori în stațiunile de coastă germane a ajuns la 5,24 milioane de persoane.